# Wolfram SystemModeler
由 Wolfram MathCore 开发的 Wolfram SystemModeler是基于 Modelica 语言的工程开发平台，以及生命科学建模和仿真平台。它提供了互动的图形建模和仿真环境，以及一套自定义的组件库。

## 功能
Wolfram SystemModeler 功能包括：
- 基于非专有、面向对象、基于方程 的 Modelica 语言。
- 用于拖动建模的图形用户界面
- 用于基于方程的 Modelica 建模、仿真、文档化和分析的文本用户界面
- 基于组件和模块的建模
- 多域建模，包括：
  - 一维和三维机械动力
  - 电气
  - 液压
  - 热力学
  - 控制工程
  - 系统生物学
- 与 Mathematica 集成，实现模型和仿真的分析和文档化处理

## 界面
Wolfram SystemModeler's 主界面 Model Center 是一个互动图形环境，包括一组自定义的组件库。在 Model Center 中开发的模型可以用于 Simulation Center 中进行仿真操作。该软件也提供了与 Mathematica 环境的无缝集成。因此，用户可以在Mathematica笔记本中同时使用两种软件来开发、仿真、文档化并且分析他们的 Wolfram SystemModeler 模型。该软件用于工程领域，以及生命科学领域。

## 版本
MathModelica 最初由 MathCore Engineering 公司开发，而后在2011年3月30日被 Wolfram Research 收购 并且于2012年5月23日，以 Wolfram SystemModeler 重新发布， 新版本进一步改善了与 Mathematica 环境的集成度。

## 建模语言
Wolfram SystemModeler 使用自由面向对象的建模语言 Modelica。Modelica 是一个非专有的、面向对象的、基于方程的语言，可以轻松实现复杂的物理系统的建模，包括机械、电气、电子、液压、热学、控制学、电力或者面向过程的子组件。

## 发布历史
SystemModeler Quick Revision History
| Name/Version         | Date       |
| -------------------- | ---------- |
| SystemModeler 1.0    | 2011年3月  |
| SystemModeler 3.0    | 2012年5月  |
| SystemModeler 4.0    | 2014年7月  |
| SystemModeler 4.0.1  | 2014年9月  |
| SystemModeler 4.1    | 2015年3月  |
| SystemModeler 4.2    | 2015年12月 |
| SystemModeler 4.3    | 2016年10月 |
| SystemModeler 5.0    | 2017年7月  |
| SystemModeler 12.0   | 2019年4月  |
| SystemModeler 12.1   | 2020年3月  |
| SystemModeler 12.3   | 2021年5月  |
| SystemModeler 13.0   | 2021年12月 |
| SystemModeler 13.1   | 2022年7月  |
| SystemModeler 13.2   | 2023年1月  |
| SystemModeler 13.3   | 2023年6月  |
| SystemModeler 14.0   | 2024年1月  |
| SystemModeler 14.1.0 | 2024年7月  |
| SystemModeler 14.2.0 | 2025年1月  |
| SystemModeler 14.3.0 | 2025年8月  |

## 发布
Wolfram SystemModeler 是一个专有软件，同时受商业秘密和知识产权法保护。